# 松谷健
松谷健（まつたにけん、1960年）は、キャプテン・トリップ・レコーズ(es:Captain_Trip_Records)代表。東京生まれ。自身のグループ、MARBLE SHEEPは海外デビュー、海外公演を経験。 

## 概要
1992年キャプテン・トリップ・レコーズを立ち上げる。それまで日本では発売されていなかった世界の音源を中心に再発、発掘音源をリリース。世界中のアンダーグラウンド・ロックやサイケデリックを広報。リリースは、世界初CD化の作品がある。また初来日の招聘を企画。
| スタブアイコン | サブスタブ | この項目は、まだ閲覧者の調べものの参照としては役立たない、音楽関係者（バンド等）に関連した書きかけの項目です。この項目を加筆・訂正などしてくださる協力者を求めています（P:音楽/PJ:芸能人）。 |